# 揚拉奈格特根湖
66°57′15″N 178°18′37″E / 66.954264°N 178.310165°E
揚拉奈格特根湖（俄语：Янранайгытгын），是俄羅斯的湖泊，位於該國東北部楚科奇自治區，由尤利廷區負責管轄，面積10.6平方公里，海拔高度304米，集水區面積75.9平方公里。